# Kanton La Côte Vermeille
La Côte Vermeille (katalanisch La Costa Vermella) ist seit 1973 ein französischer Wahlkreis im Arrondissement Céret, im Département Pyrénées-Orientales und in der Region Okzitanien; sein Hauptort ist Argelès-sur-Mer.

## Gemeinden
Der Kanton besteht aus sieben Gemeinden mit insgesamt 29.815 Einwohnern (Stand: 1. Januar 2022) auf einer Gesamtfläche von 157,21 km²:
| Gemeinde                 | Einwohner 1. Januar 2022 | Fläche km² | Dichte Einw./km² | Code INSEE | Postleitzahl |
| ------------------------ | ------------------------ | ---------- | ---------------- | ---------- | ------------ |
| Argelès-sur-Mer          | 10.779                   | 58,67      | 184              | 66008      | 66700        |
| Banyuls-sur-Mer          | 4.583                    | 42,43      | 108              | 66016      | 66650        |
| Cerbère                  | 1.213                    | 8,18       | 148              | 66048      | 66290        |
| Collioure                | 2.637                    | 13,02      | 203              | 66053      | 66190        |
| Palau-del-Vidre          | 3.232                    | 10,41      | 310              | 66133      | 66690        |
| Port-Vendres             | 3.976                    | 14,77      | 269              | 66148      | 66660        |
| Saint-André              | 3.395                    | 9,73       | 349              | 66168      | 66690        |
| Kanton La Côte Vermeille | 29.815                   | 157,21     | 190              | 6605       | –            |